# Hõne jezik
Hõne jezik (ISO 639-3: juh), jedan od četiri jukunska jezika, šire skupine jukunoid, kojim govori 7 000 ljudi (Storch 1999) u nekoliko sela u nigerijskoj državi Gombe.
Dva su dijalekta, pindiga, u selima Pindiga, Tumu, Kashere, Futuk i Kaltanga, i gwana u selima Gwana, Kasan Dare, Gobirawa, Katagum, Kwaya, Dizi, Digare, Jukon, Konan Kuka i Andamin.

## Vanjske poveznice
- Ethnologue (14th)
- Ethnologue (15th)